# Spotkanie w Bagdadzie
Spotkanie w Bagdadzie (ang. They Came to Baghdad) – powieść Agathy Christie wydana w 1951 r.

## Opis fabuły
Victoria Jones, młoda stenotypistka, spotyka w parku niejakiego Edwarda, w którym natychmiast się zakochuje. Mężczyzna następnego dnia jedzie jednak do Bagdadu, gdzie ma podjąć pracę. Victoria decyduje się pojechać za nim. Z pomocą pewnej zamożnej kobiety dostaje się na miejsce. Nocą w pokoju hotelowym zajmowanym przez Victorię zjawia się umierający mężczyzna, ścigany przez policję. Przed śmiercią wypowiada trzy słowa, wciągając Victorię w wielkie niebezpieczeństwo.